# Uddared
Uddared är en bebyggelse i tätorten Floda i Skallsjö socken, Lerums kommun, belägen på bergen norr om det centrala samhället Floda.

## Historia
Området byggdes under Miljonprogrammets dagar, och är ett av få områden som har fått positiv kritik av boende, arkitekter samt allmänhet i stort, [källa behövs]för att smälta in i skogsområdet väl samt för sin förmåga att behålla sin attraktivitet, trots likartad arkitektur. Det byggdes i tre etapper efter en arkitekttävling i slutet av 1960-talet. Grundtanken var att husen skulle grupperas i mindre "byar" med 15–20 hus. Den sista etappen, som färdigställdes 1977, består av 14 byar med totalt 246 hus.

## Samhället
Området består av radhus samt friliggande villor, de flesta av samma planlösning och arkitektur, dock med varierande fasadfärger.
I Uddared finns även Uddaredsskolan (lågstadieskola), samt förskola.